# Pan Tadeusz

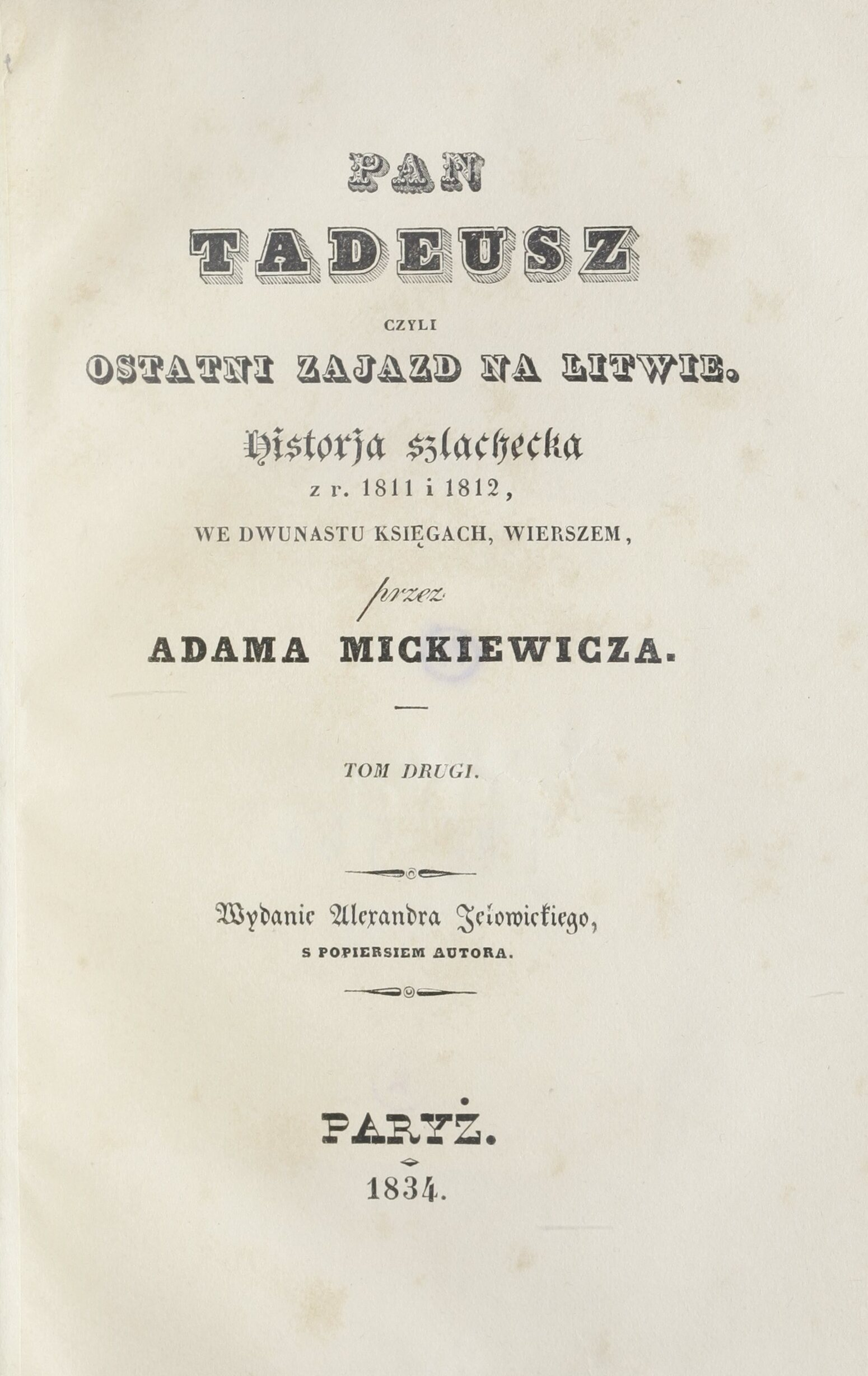
Página de título de la versión de 1834.

Pan Tadeusz es un poema épico del autor polaco Adam Mickiewicz. Se publicó por primera vez en París en junio de 1834 y es una expresión tardía de este género en la literatura europea. Es asimismo considerado el poema épico nacional de Polonia, en donde es leído en las escuelas. 

## Título
El título completo en polaco es Pan Tadeusz, czyli ostatni zajazd na Litwie. Historia szlachecka z roku 1811 i 1812 we dwunastu księgach wierszem pisana, que puede traducirse al español "Don Tadeo, o la última incursión armada en Lituania, una historia de la nobleza en los años 1811 y 1812 en doce libros en verso") . 

## Contenido
La historia sucede a lo largo de cinco días de 1811 y uno de 1812 en un momento de la historia polaca, cuando Polonia-Lituania había sido dividida entre Rusia, Prusia y Austria y desapareció del mapa político de Europa (tercera partición de Polonia) aunque Napoleón había establecido el Ducado de Varsovia en la parte prusiana en 1807.
La acción está situada en la parte rusa, en el pueblo lituano de Soplicowo. Pan Tadeusz cuenta la historia de dos nobles familias feudales y el amor entre Tadeusz Soplica (el personaje del título), de una de las familias, y Zosia, de la otra. Otra acción secundaria desarrolla una revuelta espontánea de los habitantes locales contra la guarnición de los ocupantes rusos. Como Mickiewicz publicó su poema como un exiliado en París, se hallaba libre de los censores rusos.
Numerosas citas de Pan Tadeusz son bien conocidas, sobre todo sus primeras líneas:

Litwo! Ojczyzno moja! ty jesteś jak zdrowie;
Ile cię trzeba cenić, ten tylko się dowie, Kto cię stracił
¡Lituania! ¡Patria mía! Tú eres como la salud;
Cuanto habrá que valorarte, eso sólo lo sabrá, quien te haya perdido.
Primeras líneas de Pan Tadeusz

Invocación de Pan Tadeusz
Es relevante que el poema nacional polaco comience con las palabras “Oh, Lituania”. El término “Lituania” usado por Mickiewicz se refiere más a una región geográfica que a un país. Mickiewicz había sido criado en la cultura de la unión polaco-lituana, un estado multicultural que había ocupado la mayoría de lo que hoy son los países independientes de Polonia, Lituania, Bielorrusia y Ucrania. 
Es por ello que el autor es reclamado por los lituanos, mientras que los bielorrusos hacen lo propio basándose en el lugar físico donde nació, actualmente en Bielorrusia.

## Adaptaciones al cine
La primera versión cinematográfica de este poema fue producida en 1928.
La película Pan Tadeusz del director Andrzej Wajda en 1999 tuvo un gran éxito en Polonia.

## Otras traducciones
La más reciente traducción de Pan Tadeusz al inglés, con la rima y el ritmo del original es de Marcel Weyland.